# نیویورک غربی (نیوجرسی)
نیو یورک غربی (به انگلیسی: West New York) شهری در ایالت نیوجرسی کشور ایالات متحده آمریکا است که جمعیت آن در سرشماری سال ۲۰۱۰ میلادی، ۴۹٬۷۰۸ نفر بوده‌است.